# Machakos
Machakos è un centro abitato del Kenya, capoluogo dell'omonima contea.